# Craig Pickering
Craig Pickering, född 16 oktober 1986 i Crawley, är en engelsk friidrottare (sprinter).
Vid Världsmästerskapen i friidrott 2007 deltog Pickering i det brittiska lag som erövrade bronsmedaljen på 4 x 100 m efter Förenta Staterna och Jamaica.

## Medaljer
Brons
- VM 2007: 4x100 meter (Storbritannien: Malcolm, Pickering, Devonish och Lewis-Francis, 37,90)

## Personliga rekord
- 100 meter: 10,14, Debrecen 13 juli 2007
- 200 meter: 20,89, Loughborough England 23 maj 2010